# ZZ-Ceti-Stern
Die ZZ-Ceti-Sterne sind eine Klasse pulsationsveränderlicher Weißer Zwerge, die nach dem Prototyp ZZ Ceti im Sternbild Walfisch (lat. Cetus) benannt sind.

## Definition
Der Begriff der ZZ-Ceti-Sterne wird sowohl als Synonym für alle pulsationsveränderlichen Weißen Zwerge als auch für eine Untergruppe der pulsationsveränderlichen Weißen Zwerge benutzt. Die Amplitude der Helligkeitsänderungen aller ZZ-Ceti-Sterne ist mit unter 0,3 mag gering, bei Perioden von einigen Minuten. Die Schwingungen in den Atmosphären aller ZZ-Ceti-Sterne sind die Folge nichtradialer g-Wellen.

## Klassifikation
Pulsierende Weiße Zwerge werden in mehrere Klassen eingeteilt:
- Die DAV-Sterne (GCVS:ZZA) werden auch klassische ZZ-Ceti-Sterne bezeichnet, da sie als erste veränderliche Weiße Zwerge entdeckt wurden. Ihre Position im Hertzsprung-Russell-Diagramm ist die Verlängerung des Instabilitätsstreifens in die Abkühlungsbahn von Weißen Zwergen. Der Kappa-Mechanismus, der die Pulsationen steuert, liegt in der Ionisationszone des Wasserstoffs. Die Spektren zeigen eine charakteristische Wasserstoff-Atmosphäre mit einer effektiven Temperatur zwischen 11.100 und 12.500 K.
- Die DBV-Sterne (GCVS:ZZB) oder auch V777-Herculis-Sterne zeigen eine fast reine Heliumatmosphäre, der Anregungsmechanismus wird bei diesen Sternen in der Ionisationszone des Heliums vermutet. Die effektive Temperatur der DBV-Sterne liegt zwischen 19.000 und 25.000 K. Als Rückstellmechanismus wird die Gravitationskraft angenommen, bei Periodenlängen der Pulsationen zwischen 100 und 1100 Sekunden.[1]
- Die DQV-Sterne zeigen in ihren Spektren Linien des neutralen oder einfach ionisierten Kohlenstoffs bzw. die Swan-Banden. Die ungewöhnliche chemische Zusammensetzung dieser Weißen Zwerge könnte durch späte thermische Pulse entstehen, oder der Vorläuferstern war ein Super-AGB-Stern. Die Ursache der Veränderlichkeit ist nicht  bekannt.[2]
- Die GW-Virginis- (GCVS: ZZO) oder PG1159-Sterne verfügen über eine noch höhere effektive Temperatur zwischen 75.000 und 200.000 K. Es handelt sich um Post-AGB-Sterne, die sich in Weiße Zwerge umwandeln. Der Kappa-Mechanismus der GW-Vir-Sterne basiert wohl auf der zyklischen Ionisation von Kohlenstoff und Sauerstoff. Die PG1159-Sterne zeigen eine starke Anreicherung von Helium und Kohlenstoff in ihren Atmosphären. Dies wird als eine Folge eines späten thermischen Pulses interpretiert.[3] Der Begriff der GW-Virginis-Sterne wird auch für pulsierenden Weiße Zwerge in kataklysmischen Doppelsternsystemen verwendet. Dabei handelt es sich um enge Doppelsterne aus einem akkretierenden Weißen Zwerg und einem massespendenden Begleitstern. Ist der Massefluss zum Weißen Zwerg gering, so ist es möglich die Schwingungen des Weißen Zwergs zu beobachten und zu analysieren.[4]
- Weiße Zwerge mit einer Masse von weniger 0,35 Sonnenmassen (M☉) und Temperaturen zwischen 8500 und 10.000 K werden als ELMVs (extremely low mass variables) oder EL-Canum-Venaticorum-Sterne bezeichnet.[5]
- Noch keiner Klasse zugeordnet wurde der Weiße Zwerg SDSS J184037.78+642312.3. Es handelt sich um den ersten pulsierenden Weißen Zwerg sehr geringer Masse (unter 0,25 M☉) mit einem Heliumkern und einer dicken Wasserstoffatmosphäre. Die Pulsationsperioden liegen um 4700 Sekunden und die Temperatur bei 9100 K. Diese Weißen Zwerge mit weniger als 0,25 M☉ sind überwiegend in Doppelsternsystemen gefunden worden als Begleiter von Millisekundenpulsaren.[6]

### Vorkommen in Sternkatalogen
Der General Catalogue of Variable Stars listet aktuell nicht ganz hundert Sterne mit dem Kürzel ZZ, ZZA, ZZB oder ZZO, womit nicht ganz 0,2 % aller Sterne in diesem Katalog zur Klasse der ZZ-Ceti-Sterne oder einer Unterkategorie gezählt werden.

## Asteroseismologie
Wegen der kurzen Perioden von einigen Sekunden bis Minuten sind die ZZ-Ceti-Sterne bevorzugtes Ziel der Asteroseismologie. Dabei wird aus der Analyse der Schwingungen auf den Aufbau des Sterns geschlossen. Die Asteroseismologie kann bei Weißen Zwergen folgende Größen bestimmen:
- die Dichteverteilung
- den Radius
- die Masse
- die absolute Leuchtkraft
- die Rotationsgeschwindigkeit
- die chemische Zusammensetzung
- das Alter (indirekt).

Die Asteroseismologie ist eine Möglichkeit, die Simulationen der Sternentwicklung unabhängig zu verifizieren. Dabei wird bei ZZ-Ceti-Sternen beobachtet, dass nur wenige Moden angeregt sind. Im Gegensatz dazu sollte nach theoretischen Berechnungen eine Vielzahl von Schwingungsmoden pulsieren. Erschwert wird die Analyse durch die Veränderlichkeit der Amplitude der einzelnen Schwingungsmoden.

## Beispiele
- ZZ Ceti, BPM 37093, PG 1159-035, V430 Ursae Majoris, WZ Sagittae,  V354 Puppis